# Dasychira atomariana
Dasychira atomariana är en fjärilsart som beskrevs av Matsumura 1927. Dasychira atomariana ingår i släktet Dasychira och familjen tofsspinnare. Inga underarter finns listade i Catalogue of Life.